# Przebendów
Przebendów (früher auch Prebendów, Rebendów, deutsch Preppenndorf) ist eine Ortschaft mit einem Schulzenamt der Gmina Wadowice Górne im Powiat Mielecki der Woiwodschaft Karpatenvorland in Polen.

## Geographie
Der Ort liegt im Sandomirer Becken, 8 km westlich der Stadt Mielec. Die Nachbarorte sind Wampierzów im Nordwesten sowie Wadowice Górne im Süden.

## Geschichte

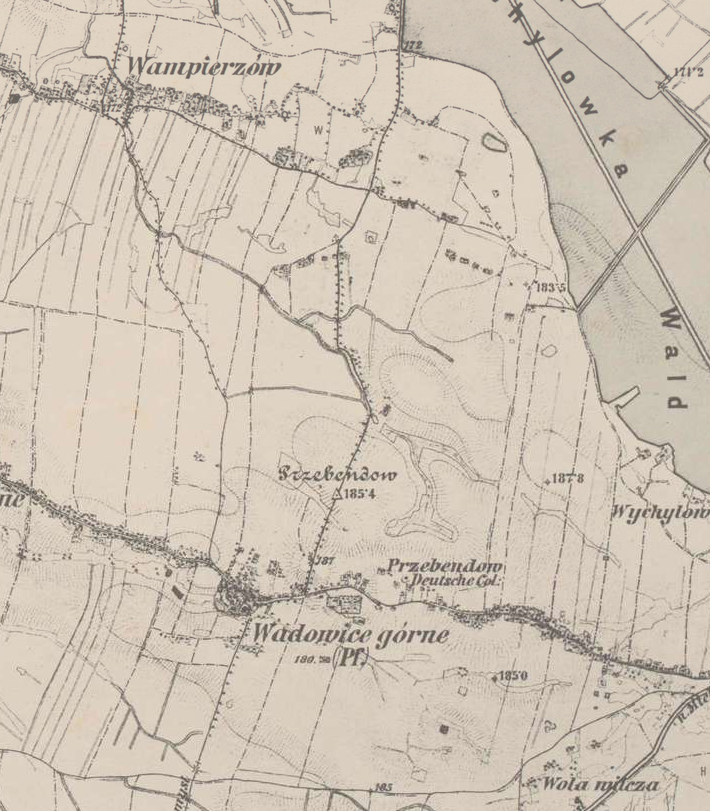
Przebendów auf der Franzisco-Josephinischen Landesaufnahme um 1870

Der Name des Dorfs, örtlich pšebenduf/prebenduf/pšependuf ausgesprochen, ist vom Appellativ prebenda (Teil des Vermögens der Kathedrale oder Stiftskirche, der als Bezahlung für die Amtierung der Geistlicher benutzt wurde) abgeleitet.
Bei der Ersten Teilung Polens kam das Dorf 1772 zum neuen Königreich Galizien und Lodomerien des habsburgischen Kaiserreichs (ab 1804). Auf der österreichischen Karte von Friedrich von Mieg (1779–1783) war Przebendow eine Ortschaft am Ort des heutigen Dorfs Przebendów, unmittelbar östlich von Wampierzów. Um die Mitte des 19. Jahrhunderts auf der Franziszeischen Landesaufnahme befand sich Przebendow an der Stelle der heutigen Weiler Florówka, auf dem Weg näher zu Wadowice Górne und auf der Franzisco-Josephinischen Landesaufnahme um 1870 wurde Przebendow auch als eine deutsche Kolonie auf dem Weg von Wadowice Górne nach Piątkowiec, heute entlang dieses Wegs zwischen Przebendów und Wadowice Górne aufgeteilt.
In der zweiten Hälfte des 19. Jahrhunderts wurde Przebendów oft als eine deutsche Kolonie bezeichnet (auch unter dem Namen Preppendorf). Die Gründung der Kolonie ist schwach urkundlich belegt, aber sie entstand wahrscheinlich kurz nach dem Jahr 1850 durch deutsche, römisch-katholische Siedler aus Schlesien. Die Grabmäler in Wadowice Górne enthalten darüber einige Informationen, z. B.: Franz Preissler (1839–1890) geboren in Reichenau, Franziska Preissler geboren in Wüpfel. Wahrscheinlich aus Przebendów stammte der Vater von Tadeusz Breyer, einem Professor an der Akademie der Bildenden Künste Warschau, geboren 1870 in Mielec. Im benachbarten Dorf Wadowice Górne, das früher im Besitz der Familie Prebendow war, wurde Edward Passendorfer (1894–1984), ein polnischer Geologe, geboren.
Im Jahr 1880 war es ein Bestandteil von Wampierzów und hatte 37 Häuser mit 198 römisch-katholischen Bewohnern, davon 130 waren deutschsprachig. Im Jahr 1900 lebten im Gutsgebiet von Wampierzów 13 deutschsprachige Bewohner (aus 17 im ganzen Gerichtsbezirk Radomyśl).
1918, nach dem Ende des Ersten Weltkriegs und dem Zusammenbruch der k.u.k. Monarchie, kam Przebendów zu Polen. Unterbrochen wurde dies nur durch die Besetzung Polens durch die Wehrmacht im Zweiten Weltkrieg.
Von 1975 bis 1998 gehörte Przebendów zur Woiwodschaft Tarnów.